# 添丁の伝説
『添丁の伝説』（てんていのでんせつ、英：The Legend of Tianding、中：廖添丁 - 稀代兇賊の最期、簡体字中国語：廖添丁：绝代凶贼之末日）は、台湾のインディーゲームスタジオ創遊遊戲が開発しNeon Doctrineより発売された横スクロールアクションゲーム。

## 概要
日本統治時代の台湾で富裕者からの窃盗と貧困者への分配を続けたといわれ26歳の時に射殺されて世を去った台湾の伝説的な英雄の廖添丁（りょう てんてい、ゲーム内表記は中国語の発音に準じた「リャオ・ティエンディン」）を主人公としている。台北市の一地域の大稲埕で添丁が権力者たちと戦い陰謀に立ち向かう様子が、フィクションを織り交ぜながら展開される。随所に挿入されるカットシーンは漫画のスタイルで描写されており、開発者は香港漫画におけるレトロな武道漫画を参照したと語っている。
本作の原型となったのは、ディレクターの林秉舒が国立台湾芸術大学に在学中の2004年に卒業論文の一環として制作したFLASHゲーム『神影無蹤 廖添丁』である。この作品は話題となってメディアで報じられ、賞も獲得している。

## システム
本作の物語は6つの章に分かれている。各章の前半では拠点の大稲埕などを散策しながらメインクエストをこなすことで物語が進行し、後半では様々な敵や仕掛けが登場するアクションステージを進み最後にボスと対決するというのが基本的な流れになっている。ただし、前半パートでも散発的に敵との戦闘が発生するほか、第三章と第五章の後半パートにはアクションステージはなくボス戦のみが行われる。また、前半パートではゲームクリアに必須ではないサブクエストもあるが、一部クエストのクリアの有無はエンディングの分岐に関係している。
基本アクションとして2段ジャンプや回避（瞬間的にダメージ無効化）のほか、特定の場所では腰帯をひっかけてぶら下がることもできる。また、通常攻撃は短刀を用いるが、HPが減少した敵に腰帯を巻きつけることで武器を奪い、そのまま使用できる。この武器は使用回数に制限があり、使い切ると短刀の攻撃に戻る。このほか、第二章で足袋を入手すると壁を蹴って登れるようになる「壁跳び」が、第六章で高砂布を入手すると落下速度を低下させ上昇気流に乗ることもできる「滑空」が使えるようになる。
第一章で「秘伝の書」を入手すると以下の4つの技をそれぞれ習得する。使用時にはMPを1ポイント消費するが、MPは時間経過により自然回復する。
- 昇竜蹴り - ジャンプ中に足を蹴り上げることでもう一段高くジャンプできる。
- 跳び蹴り - 正面に突進して蹴りを放つ。
- 寸拳 - 素早くパンチを当てて相手を吹き飛ばす。
- 蹔地 - ジャンプ中に急降下する。脆い地形を破壊する効果もある。

第二章と第五章のイベント終了後に以下の2つの技をそれぞれ習得し、メニュー画面でいずれか一方を設定する。これらは敵の攻撃を寸前で回避した際に一時的に使用可能となる。一定時間が経過するかダメージを受けた時に解除される。
- 神無影 - 分身が現れ、通常の倍のダメージを与えられるようになる。
- 劍無蹤 - 姿が消え、敵が添丁を見失う（ボス敵を除く）。また、添丁の幻影を放つ遠距離攻撃もできるが、これを使用すると即座に技の効果が解除される。

宝箱やクエストのクリア、町中の乞食への施与によりお守りと各種収集アイテムを入手する。お守りは装備アイテムで、装備時に特殊効果が付与される。一方、収集アイテムも同様の効果があるが、こちらは装備の必要がなく取得時から永続的に効果を発揮する。なお、収集アイテムは全て日本統治時代の台湾に関するもので、メニュー画面ではそれらの画像と説明文を閲覧できる。
回復アイテムであるグアバオを複数所持しており、任意のタイミングで使用できる。初期段階で所持しているのは3個だが、町で購入することにより最大9個まで所持できる。各所にあるセーブポイントでは、HPとともにグアバオの使用回数も回復する。
物語が進行すると、カードゲームの四色牌をプレイできるようになる。普通に遊ぶことのほか、所持金の一部を賭けて行うこともできる。

## ストーリー
第一章 ワン茶葉会社襲撃（王文長金庫搶案）
大稲埕では茶葉会社の社長の王文長（ワン・ウェンチャン）が強い影響力を持ち、人々に圧力をかけて金を搾取していた。ある時、王が道端の乞食から銅のお守りを奪い取っていたところ、廖添丁が現れる。王は数年前に添丁に金庫を盗まれた挙句足を負傷させられた経緯があり、その場を警察に任せ急いで立ち去る。王がいまだに懲りていないことを知った添丁は、同日の夜に再び王の会社へ乗り込む。
王の迎撃を制しお守りを取り返した添丁は待ち構えていた警察隊に取り囲まれるが、そこへ突如現れた謎の青年の手引きにより脱出する。その青年・清風（チン・フォン）は日本の台湾統治に抵抗する組織「二十八宿会」のメンバーで、拠点としている「忠義宮」へ来るよう添丁を誘う。一方、お守りは持ち主の乞食から添丁に譲り渡される。
第二章 武器庫襲撃（銃器彈藥竊案）
添丁は、「江月樓」で芸旦（日本の芸妓にあたる）として働く幼馴染の阿乖（アグアイ）と久々に再開した後すぐに忠義宮へ向かい、そこで二十八宿会を束ねる丁棚（ディン・ペン）と会う。丁は添丁が持つお守りについて語り始める。その昔台湾海峡で商船を襲っていた海賊の蔡牽（サイ・チェン）が亡き愛妻の遺体を埋葬した地下霊廟に宝物を隠し三つの令牌で封印したとされているが、添丁の持つお守りがその令牌の一つ「光明の令牌」であるという。するとここで組織メンバーの蘇力（スー・リ）が部屋に入ってくる。彼は、組織の作戦を一人で決行しようとして警察と乱闘になり負傷していた。その作戦とは、日本軍が反体制派を取り締まるための武器を保管している台北北警察署の地下にある軍工場から武器を盗み出すというものだった。この話を聞いた添丁は作戦を請け負うことになる。そして決行前には師匠の曾國英（ゼン・グオイン）と会い、自身の幻影を作り出す秘術「神無影」を授かる。
北警察署の武器庫に辿り着いた添丁は、警察の協力要請を受けて待機していた憲兵団の中村道明と対決し撃破するが、その直後、警察署長の島田雄之進が突然現れる。島田は手にした刀を突き出し、次の瞬間、添丁がその刃に貫かれたと思われたが、添丁は神無影を発動させて身をかわし、無事警察署から逃げおおせる。
第三章 空を舞う泥棒（飛天梟賊）
添丁は丁から改めて令牌の話を聞き、霊廟の宝物を台湾の人々のために役立てたいと決意する。そして、令牌の一つ「鎮海の令牌」を持つ商会会長の高衍榮（ガオ・ヤンロン）が江月樓で宴席を開くとの情報を清から得た添丁は、阿乖の協力のもとで江月樓に潜入する。添丁はウェイトレスの姿で高に近づき令牌を盗み取るが、その直後、部屋で踊りを披露していた日本人の花魁の川島輝夜（かぐや）が突然煙玉を使用して人々を眠らせる行動に出る。川島の正体は高の令牌を狙い江月樓へやってきたくノ一だったのだが、既に高の懐から令牌が抜かれていることに気づき添丁に戦いを挑む。
川島に勝利した添丁は、江月樓を警護していた警察を尻目に飛び去る。その後、倒れている川島の扱いについて話す警察の前に突然、川島の仲間である武闘家の陳良久（チェン・リャンジョウ）が現れる。陳は川島を担ぐと火を放って警察を足止めし姿を消す。
第四章 獅球嶺の殺人（獅球嶺兇殺案）
丁から最後の令牌「威武の令牌」の情報が伝えられる。所持しているのは台湾総督府内務局長の亀山理平太で、出張のため急行列車に乗る予定だという。添丁は列車で亀山を見つけ令牌を盗むが、直後に飛んできた槍が添丁を襲い令牌を奪われてしまう。槍の持ち主は陳で、しばしの会話の後に列車に火を放って逃げ去る。添丁は亀山を含む乗客全員を列車から降ろして救出すると、陳を追って獅球嶺へ向かい対決する。
添丁が勝利を収めた後に諭された陳は改心して添丁に令牌を渡す。すると、何かを察知した陳が添丁を突き飛ばし、次の瞬間、陳の胸板に銃弾が撃ち込まれる。添丁は、弾を放った張本人である島田の顔を睨みつつその場から逃れる。事件後、添丁の信頼失墜をもくろむ島田の策略により、新聞では添丁が陳を殺害したと報じられる。
第五章 二十八宿会の意志（二十八宿會之意志）
島田率いる警察隊が忠義宮に向かっているとの知らせが入る。忠義宮には二十八宿会のメンバーが集結し襲来に備えていたが、ここで清が突然口笛を吹くと、屈強な男の集団が部屋に詰めかけメンバーたちが取り押さえられてしまう。実は、二十八宿会という組織は反乱分子をおびき寄せて一網打尽にするために島田が仕組んだもので、丁と清は島田と裏で結託していたのである。三つの令牌を手に入れた島田は二十八宿会メンバーの殺害を命じると忠義宮を後にして霊廟へ向かう。
添丁は忠義宮内に残っていた丁を追い詰め、抵抗を振り切って戦いに勝利する。一方、島田の命令を受けて町へ向かった清は、添丁が台湾を裏切り二十八宿会メンバーを殺害したという虚偽情報を吹聴して回り、これを聞いた添丁の友人の阿林（アリン）が真に受けて後に憎悪を燃やすことになる。
第六章 稀代兇賊の最期
島田は地下霊廟に足を踏み入れる。その目的は、内部に眠る宝物の一つである呪われた日本刀「七枷刀」を手にして覇権を握ることであった。これを阻止すべく添丁も霊廟を探索し島田の行方を追うが、最奥の部屋に入ったところで七枷刀を携えた島田の急襲を受け、戦闘が開始される。
死闘の末に添丁は島田を撃破するが、直後に頭上の岩盤が崩れ始め巨大な岩石が次々と落下してくる。添丁はこれらに次々と飛び移る神業で上昇していき地上に辿り着く。

この後の展開はサブクエストの達成状況により変化する。通常のエンディングでは添丁が阿林に射殺される最期を迎えるが、グッドエンディングでは死を免れる。なお、グッドエンディング後のファイル選択画面における章タイトルは「エピローグ 台北に引き継がれし義の魂」（臺北城下的義魄）と表示されるが、以降の物語の進展はない。

## 主な登場人物

### 添丁と町・村の人々
廖 添丁（リャオ・ティエンディン）
台湾の人々から絶大な信頼を得ている「義賊」。
しばらく人前から姿を消していたが、王の事件を機に大稲埕で活動するようになる。変装が得意で、他人に成りすまして警察を欺いたり人々の困りごとを解決したりする。
阿乖（アグアイ）
添丁の幼馴染。身売りされた江月樓で芸旦として働いている。
資金を貯めて江月樓を離れ自由の身になることを望んでいる。添丁よりも2か月年上であることからお姉さん風を吹かす一面もある。
曾 國英（ゼン・グオイン）
添丁の師匠で「天影流」の師範。
添丁の鍛錬の度合いを試した後に「神無影」を授ける。一方、かねてから添丁が今年死ぬ運命にあると予言しており、行動を慎むよう戒める。
阿林（アリン）
添丁の友人。町で人力車夫として働いている。
王の騒動の際に添丁と初めて出会って以降、仲を深める。一方、物語終盤では清に誑かされた後にピストルを渡され、エンディングでは添丁に銃口を向ける。
阿牛（アニウ）
忠義宮がある洲仔庄（チョウツァイ村）と大稲埕の間にある川で渡し舟を漕ぐ船夫。阿林からは兄貴分として慕われている。
過去に島田との因縁があり、村にやってきた島田に対し身を挺して行く手を遮ろうとするが、直後に斬撃を受け命を落とす。
李 紅（リ・ホン）
洲仔庄の村長。
日本の規則に従っているという言葉を口実に、税金の不当な取り立てを行う。
赤亀（あかかめ）
添丁の前に現れる謎の子供。本人は名前を名乗らず、会話時の名前も「???」と表示されるが、赤い服を着ていることを理由に添丁から「赤亀」と呼ばれる。
天影流の技の数々を披露して添丁の力を試した後、添丁の師匠の曾から預かってきたという「劍無蹤」の書を手渡す。曾との関係性は不明。エピローグでは町の建物の屋上に腰かけている。
吳 祿天（ウー・ルチアン）
添丁の伝説を人々に伝える語り部。
話しかけるとチュートリアルステージや過去にクリアしたステージをプレイすることができる。また、各章の初めなどでは、ラジカセから聞こえてくるラジオ番組の声という体裁でナレーションも行う。
なお、声を担当した吳國禎の師匠にあたる吳樂天は、添丁について語るラジオ番組「傳奇人物廖添丁」を長く務めた人物として知られている。

### 台北北警察署 署員
島田雄之進については「ボスキャラクター」を参照。
松本 帷一（まつもと ゆいつ）
北警察署の警部。口ひげを生やしており、添丁からは「ヒゲ警部」と呼ばれる。
実直な性格で、目標とする高等警察課への昇進を実現するべく添丁の逮捕を目指す。一方で、署長である島田の強権的で残忍な姿勢に疑念を抱き、物語の後半では反旗を翻して命令に背く。エンディングでは、亡くなった添丁の墓を建てる場面がある。
飯岡 秀三（いいおか しゅうぞう）
北警察署の署員。
自他共に認める美食家で、勤務中にも何かしら食べている。松本のことを先輩と呼び慕う。

### 二十八宿会メンバー
丁棚については「ボスキャラクター」を参照。
清 風（チン・フォン）
丁棚の一番弟子とされるメンバー。
島田が提示した金と地位に目がくらみ島田の計画に加担する。忠義宮の事件後に町中で虚偽情報を吹聴するが、添丁を支持する町の乞食たちにより嘘が暴かれる。
蘇 力（スー・リ）
白髪の口ひげと顎ひげを蓄えたメンバー。「マスター・スー」とも呼ばれる。
忠義宮の襲撃事件では乗り込んできた警察隊に対し炎を放つ奥義で一掃するが、直後に島田の斬撃を受けて瀕死となる。
李 阿齊（リ・アーチ）
屈強な体つきのメンバー。
添丁との初対面時に四色牌の遊び方を教える。忠義宮の襲撃事件では抵抗を試みるが、警察隊に銃殺される。

### ボスキャラクター
王 文長（ワン・ウェンチャン）
茶葉会社の社長。第一章のボス。
市民からの搾取を繰り返す一方で、他の地域の安い茶葉を台湾茶と偽って流通させる悪事も働く。数年前に添丁に足を折られたことにより、従者が曳く人力車に乗って移動している。
戦闘では左右に突進しながら杖やピストルで攻撃する。一定のダメージを与えると、部屋の両端にある柱の彫像や背景の巨大な王の像が攻撃に加勢する。
中村 道明（なかむら みちあき）
憲兵団員。第二章のボス。
鍛え上げた肉体でこれまで多くの殺人を犯し、「殺戮兵器」の異名を持つ。
二丁拳銃で遠距離攻撃を行い、時限爆弾を配置する行動も見せる。一定のダメージを与えるとマシンガン化した義肢の右腕を露わにして攻撃し、突進も行うようになる。
川島 輝夜（かわしま かぐや）
日本からやってきた花魁で、くノ一でもある。第三章のボス。
日本の暗殺・諜報機関とされる黒龍会に属している。台湾人のことを「清の奴隷」と呼び侮辱する。
部屋の中を瞬間移動しながら、添丁を追尾する蝶や高速で飛ばすくないなどで攻撃する。一定のダメージを与えると肌を大きく露出し、空中からの急襲や巨大な竜巻による攻撃も行う。
陳 良久（チェン・リャンジョウ）
武闘家。顔に隈取を施している。第四章のボス。
他国に統治される台湾の現状に絶望しており、台湾人でありながら黒龍会に与し川島と対になって行動する。所持する槍には、かつて日本軍の襲撃を受けた地である「鉄国山」の文字が刻印されている。
戦闘前半では槍を用いて攻撃し、一定のダメージを与えると戦場の両側がダメージ地形に変化する。戦闘後半では槍を失い、格闘技や炎を飛ばす攻撃を繰り出す。
丁 棚（ディン・ペン）
二十八宿会のリーダー。「マスター・ペン」とも呼ばれる。第五章のボス。
島田の計画を実現するため、何の価値もない護符の販売や添丁の名声を利用して反乱分子を集める。一方で、令牌を偽物とすり替えて持ち去ろうとする狡猾さも見せる。
戦闘で自らは攻撃せず、戦場を逃げ回りながらベルを鳴らして仲間を次々と呼び寄せる。なお、戦闘中には松本警部が添丁に加勢して敵を攻撃する。
島田 雄之進（しまだ ゆうのしん）
北警察署の署長。王の事件後に新たに就任した。第六章のボス。
かつて雲林大虐殺に関与した人物で、目的遂行のために市民をも殺害するなど冷酷非道さが際立っている。黒龍会にも属している。
七枷刀を用いた素早い攻撃で大ダメージを与え、添丁を氷漬けにする攻撃も行う。一定のダメージを与えると地面が崩れて溶岩地帯に戦場が移り、刀に火・雷・風・地の力を宿した広範囲の攻撃などを放つ。

## 評価
- Made With Unity China 2020 「最佳独立游戏奖（最優秀インディーゲーム賞）」ノミネート[6]
- Indie Arena Booth Awards 2021 「Best Game Award」第3位、「Best Story Game」第3位[7]
- 2021 indiePlay 「最佳视觉效果（最優秀視覚効果）」「最佳听觉效果（最優秀聴覚効果）」「最佳游戏大奖（最優秀ゲーム大賞）」ノミネート[8]